# 실러캔스
실러캔스(coelacanth) 또는 공극어류(空棘魚類)는 알려진 것 가운데 가장 오래전부터 있어 왔던 유악류(턱이 있는) 물고기이다. 속명은 라티메리아(Latimeria)이다. 이 물고기는 약 3억 7천 5백만 년 전에 지구상에 출현하여, 약 7천 5백만 년 전에 절멸한 것으로 추정되었었다. 그것은 공룡의 멸종시기보다 약 1천만 년 전이다. 그러나 1938년, 남아프리카 공화국 근해에서 존재가 확인되어 생물학계를 놀라게 했다. 실러캔스가 살아있음을 확인한 것은 ‘20세기 고생물학계의 가장 위대한 발견’중의 하나로 평가 받고 있다. 실러캔스는 그리스어로 ‘속이 빈 등뼈’라는 뜻이다.

## 생태

### 살아있는 화석
실러캔스(Coelacanth)라는 이름은 1836년부터 스위스의 고생물학자 루이 아가시에 의해 처음 사용되었으며, 헬라어로 "속이 빈 척추"를 의미한다. 실러캔스는 고대에서부터 번식한 살아있는 화석이다. 백악기에 멸종한 것으로 알려져 왔으나 1938년, 남아프리카의 이스트런던 동해안의 칼룸나강 앞바다에서 박물관장인 마저리 래티머(1907년 ~ 2004년)에 의해,엄밀하게 말하면 애비니 존슨 어업회사의 어선 선장이 우연히 그물에 걸린 실러캔스를 입수하여 살아있는 개체가 발견되었다. 마저리 래티머는 그 사실을 어류학자인 제임스 스미스에게 알렸다. 제임스 스미스는 마저리 래티머가 제시한 표본을 보고 그것이 8천만년전에 멸종된 것으로 추정되던 실러캔스라는 사실을 확인했고, 그 사실을 1939년 3월 18일자 네이처지에 발표했다. 그리하여 실러캔스의 존재가 세상에 알려졌다.
실러캔스의 존재가 확인된후 다시 세상에 나타나기까지는 14년이 흘렀다. 1952년에야 코모로에서 실러캔스가 채집되었던 것이다. 1952년이후 아프리카 동해안의 코모로 제도에서 약 200마리가 포획되었다. 2006년 5월 30일 인도네시아 연안에서도 일본 후쿠시마 해양과학관 ‘아쿠아머린 후쿠시마’의 조사단의 수중촬영으로 살아있는 개체가 발견되었다. 대한민국의 63빌딩 수족관에도 아프리카 코모로 공화국에서 기증받은 표본이 한 점 전시되어 있다. 현재 남아있는 현대 실러캔스는 멸종위기에 놓여있다. IUCN에 의해 존치상태가 ‘위급’으로 평가되었다. 실러캔스의 수명은 약 100년 정도로 추정되고 있다. 또한 일반적인 물고기가 알에서 태어나는 것과는 달리, 인간이나 포유류의 번식 방법과 같이 어미의 몸 속에서 자라는 '태생'으로 확인되었다.
고대로부터 큰 형태학적 변화가 없었던 점을 통해 과거에는 진화의 증거의 하나로 쓰였으며, 진화가 직접 관찰되는 현재에는 진화의 속도 변화에 관한 중요한 단서가 되기에 많이 연구되고 있는 종이다. 실러캔스의 시퀀싱이 진행되었으며, 이는 4족 보행동물의 진화 방식에 대한 중요한 단서가 되고 있다.

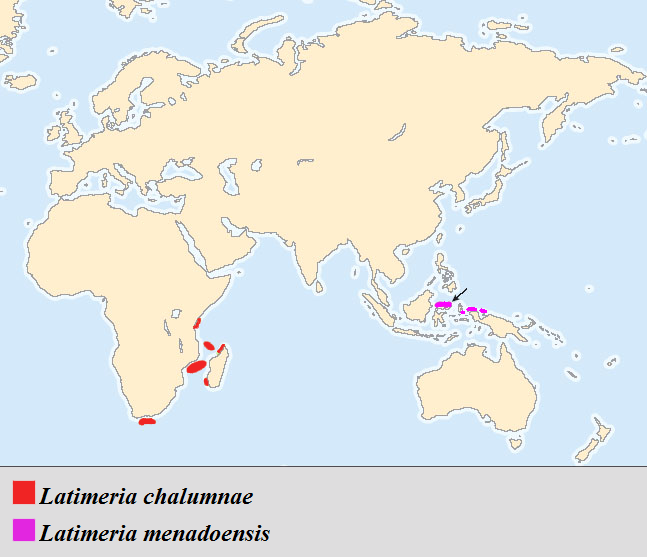
실러캔스의 서식지

### 육상에 올라온물고기
고생물학자들은 실러캔스가 심해에 적응하기 전에는 다리처럼 생긴 앞지느러미와 폐처럼 사용할 수 있는 부레로 강이나 호수에서 육상에 올라오기도 했지만, 양서류로 진화하여 육상생활에 완벽하게 적응한 다른 물고기들과는 달리, 다시 바다로 갔을 것으로 추정하고 있다. 현재 살고 있는 실러캔스는 심해에 적응하여 바다에서 육지로 올라오지 못한다.

## 채집일지
- 1938년 12월 23일 남아프리카 이스트런던으로부터 삼백 킬로미터 떨어진 칼룸나 강 앞바다에서 첫 번째로 발견되었으며, 영구보존을 위해 박제로 만들어짐.
- 1952년 코모로에서 200마리이상 발견됨.
- 1988년 한스 프리케(Hans Fricke)가 실러캔스의 사진을 촬영함.
- 1991년 모잠비크에서 존재사실이 확인됨.
- 1995년 마다가스카르에서 존재사실이 기록됨.
- 1997년 인도네시아에서 새로운 종이 발견됨.
- 2000년 남아프리카 웨틀랜드 파크의 소다와나 베이에서 다이버에 의해 실러캔스 무리가 발견됨.
- 2001년 케냐에서 그룹으로 발견됨.
- 2003년 어부가 채집. 현재 22마리이상 채집되었음.
- 2004년 캐나다 사람 윌리엄 소머스가 마다가스카르에서 가장 큰 실러캔스의 종을 기록한 것으로 알려짐.
- 2007년 5월 19일 인도네시아 어부 저스티누스 라하마 1.31미터(4.30피트), 51킬로그램의 실러캔스를 술라웨시섬에서 채집. 부나켄 국립 해양박물관에서 17시간정도 살았음.
- 2007년 잔지바르의 두 명의 어부가 1.34미터, 27킬로그램의 실러캔스 채집.

## 분포 및 서식지
실러캔스의 지리적 분포
인도네시아 실러캔스(Latimeria menadoensis)는 인도네시아에서 발견되었지만, 현재 실러캔스의 범위는 주로 동부 아프리카 해안을 따라 있다. 실러캔스는 케냐, 탄자니아, 모잠비크, 남아프리카, 마다가스카르, 코모로 및 인도네시아의 바다에서 발견되었다. 잡힌 대부분의 서인도양 실러캔스(Latimeria chalumnae) 표본은 코모로 군도(인도양)의 그랑드코모르섬과 앙주앙섬 주변에서 포획되었다. 다른 곳에서 발견된 서인도양 실러캔스의 사례도 있지만 아미노산 서열분석을 통해 이러한 사례와 코모르 및 앙주앙 주변에서 발견되는 사례 사이에 큰 차이가 없음을 보여주었다. 이 중 소수는 길을 잃은 것으로 볼 수 있지만 마다가스카르 해안에서 실러캔스가 잡혔다는 보고가 여러 차례 있었다. 이로 인해 과학자들은 서인도양 실러캔스의 범위가 코모로 제도에서 아프리카 동부 해안을 따라 마다가스카르 서부 해안을 지나 남아프리카 해안선까지 뻗어 있다고 믿게 된다. 탄자니아 남부 해안에서 잡힌 실러캔스의 미토콘드리아 DNA 염기 서열분석은 약 20만년 전에 두 개체군의 분화를 나타낸다. 이것은 코모로의 개체군이 주요 개체군이고 다른 개체군이 최근의 분파를 나타낸다는 이론을 반박할 수 있다. 살아있는 표본은 2019년 11월 이시망갈리소 습지 공원에서 남쪽으로 약 325km 떨어진 콰줄루나탈 주의 남쪽 해안에 있는 움줌베 마을에서 69m 떨어진 곳에서 발견되고 녹화되었다. 이 발견은 실러캔스 첫 발견 이후 가장 먼 남쪽이며 diepgat canyon에서의 54m 다음으로, 두 번째로 얕은 물에서 기록된 것이다. 이러한 목격은 설러캔스가 이전에 생각했던 것보다 더 얕은 수심에서 살 수 있음을 보여준다. 실러캔스 범위의 남쪽 끝, 더 앝은 곳에서 더 차갑고 산화가 더 잘 된 물을 이용할 수 있다.
인도네시아 실러캔스의 지리적 범위는 셀레베스 해의 인도네시아 술라웨시, 마나도 투아섬 연안에 있는 것으로 추정된다. 실러캔스를 이러한 영역으로 제한하는 주요 구성 요소는 음식 및 온도뿐만 아니라 표류 먹이에 적합한 동굴 및 틈새와 같은 생태학적 요구 사항이다. 잠수정을 통해 연구팀은 술라웨시 해와 파푸아의 비악 해역에서 목격한 것을 기록했다.
기록을 통해 앙주앙섬과 그랑드코모르는 실러캔스를 위한 이상적인 수중 동굴 서식지를 제공한다는 것을 알게 되었다. 가파르게 침식되고 모래로 뒤덮인 섬의 수중 화산 경사면에는 낮 동안 실러캔스가 휴식을 취할 수 있는 동굴과 틈새 지대가 있다. 또한 이 섬은 실러캔스가 개체군을 유지하는 데 도움이 되는 수많은 개체군의 저서 물고기가 존재한다.
낮에는 실러캔스가 100 ~ 500m 깊이의 동굴에서 휴식을 취한다. 여기서 다른 개체들은 더 깊은 물로도 이동한다. 더 차가운 물(120m 이하)은 실러캔스의 대사 비용을 줄여준다. 암초로 표류하고 밤에 먹이를 먹으면 에너지가 절약된다. 낮 동안 동굴에서 쉬면 해류를 헤쳐 나가는 데 사용되는 에너지도 절약된다.

## 기타
실러캔스는 생선 요리로 만들어 먹으면 매우 맛 없다. 기름치처럼 체내에 왁스에스테르로 가득찼기 때문이다. 그 때문에 마다가스카르나 남아프리카공화국 어부들은 실러캔스를 잡게 되면 도로 바다에 풀어준다.

## 대중문화에서의 실러캔스
- 디지몬 시리즈의 씨라몬, 포켓몬스터의 시라칸의 모델이기도 하다.
- 원피스에서 나오는 등장 인물 어인섬의 국왕 넵튠이 거대한 실러캔스 어인.

## 같이 보기
- 관련 항목
  - 지질 시대
  - 절멸한 동물 목록
  - 살아있는 화석
  - 경골어류
  - 미치류
- 인물
  - 마저리 래티머
  - J.L.B. 스미스
- 누마즈코 심해수족관(沼津港深海水族館)